# Jani Aljančič
za mlajšega nogometaša glej Janez Aljančič (nogometaš)
Jani Aljančič, slovenski hokejist in nogometaš, * 4. januar 1947, Ljubljana.
Jani Aljančič je bil, tako kot njegova brat Ernest in oče Ernest starejši, dolgoletni hokejist HK Olimpija Ljubljana in član jugoslovanske reprezentance, ob tem pa se je aktivno ukvarjal tudi z nogometom. Po končani hokejski karieri je aktivno sodeloval tudi v jugoslovanski in kasneje slovenski reprezentanci.